# Tõstamaa laht
Tõstamaa laht eller Tõstamaa lõpp är en vik på Estlands sydvästkust mot Rigabukten. Den ligger i Tõstamaa kommun i landskapet Pärnumaa, 130 km söder om huvudstaden Tallinn. Den avgränsas av udden Värati poolsaar och den utanförliggande ön Heinlaid i väster. I viken mynnar ån Tõstamaa jõgi som avvattnar sjön Ermistu järv och rinner igenom småköpingen (estniska: alevik) Tõstamaa strax innan sitt utflöde i Tõstamaa laht.